# Comuna Dealu, Harghita
Dealu (în maghiară: Oroszhegy) este o comună în județul Harghita, Transilvania, România, formată din satele Dealu (reședința), Fâncel, Sâncrai, Tămașu, Tibod, Ulcani și Valea Rotundă.

## Demografie
Componența etnică a comunei Dealu
     Maghiari (95,52%)
     Romi (1,02%)
     Alte etnii (3,46%)
Componența confesională a comunei Dealu
     Romano-catolici (90,57%)
     Reformați (3,02%)
     Unitarieni (1,32%)
     Alte religii (1,71%)
     Necunoscută (3,39%)
Conform recensământului efectuat în 2021, populația comunei Dealu se ridică la 4.104 locuitori, în creștere față de recensământul anterior din 2011, când fuseseră înregistrați 3.907 locuitori. Majoritatea locuitorilor sunt maghiari (95,52%), cu o minoritate de romi (1,02%). Din punct de vedere confesional, majoritatea locuitorilor sunt romano-catolici (90,57%), cu minorități de reformați (3,02%) și unitarieni (1,32%), iar pentru 3,39% nu se cunoaște apartenența confesională.

## Politică și administrație
Comuna Dealu este administrată de un primar și un consiliu local compus din 13 consilieri. Primarul, Árpád Kovács[*], de la Uniunea Democrată Maghiară din România, este în funcție din 1 noiembrie 2024. Începând cu alegerile locale din 2024, consiliul local are următoarea componență pe partide politice:
|  | Partid                                 | Consilieri | Componența Consiliului | Componența Consiliului | Componența Consiliului | Componența Consiliului | Componența Consiliului | Componența Consiliului | Componența Consiliului | Componența Consiliului | Componența Consiliului | Componența Consiliului | Componența Consiliului | Componența Consiliului | Componența Consiliului |
|  | -------------------------------------- | ---------- | ---------------------- | ---------------------- | ---------------------- | ---------------------- | ---------------------- | ---------------------- | ---------------------- | ---------------------- | ---------------------- | ---------------------- | ---------------------- | ---------------------- | ---------------------- |
|  | Uniunea Democrată Maghiară din România | 13         |                        |                        |                        |                        |                        |                        |                        |                        |                        |                        |                        |                        |                        |